# آق-قودوق (شهرستان نارین)
آق-قودوق (به لاتین: Ak-Kuduk) یک روستا در قرقیزستان است که در شهرستان نارین واقع شده‌است. آق-قودوق ۶۳۱ نفر جمعیت دارد.